# Hemelrijk (Nederland)

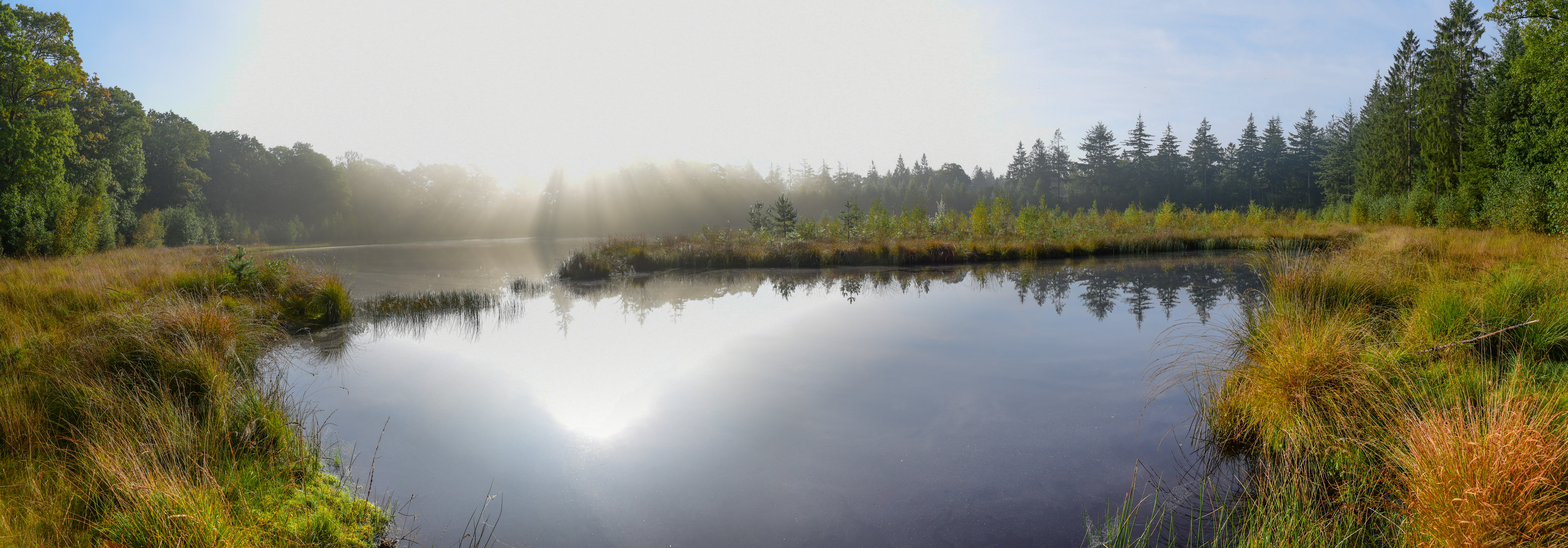
Panorama van het Hemelriekje

Hemelrijk (ook Hemelriek of Hemelriekje genoemd) is een ven in Gasselte in de Nederlandse gemeente Aa en Hunze. De plas heeft een natuurlijke leembodem, wat ervoor zorgt dat water niet naar het lager gelegen grondwater kan lopen, en er dus een hogere waterstand gehandhaafd blijft.
Het Hemelriekje lag te midden van een groot stuifzandgebied. In 1921 werd het gebied door het rijk aangekocht om er een houtvesterij te stichten, de boswachterij Gieten-Borger. In de jaren twintig van de 20e eeuw werd er bos aangelegd in het kader van de werkverschaffing. Tot 1960 werd het Hemelriekje in de zomer gebruikt als 'spartelvijver' en in de winter als ijsbaan. Het aantal zwemmers nam echter dusdanig toe dat plantengroei en bodem beschadigd werden. Ter bescherming van het vennetje heeft Staatsbosbeheer voor de zwemmers iets westelijker een nieuwe plas gegraven. Deze nieuwe plas kreeg de naam 't Nije Hemelriek.